# Propebela mitrata
Propebela mitrata är en snäckart som först beskrevs av Dall 1919.  Propebela mitrata ingår i släktet Propebela och familjen kägelsnäckor. Inga underarter finns listade i Catalogue of Life.